# Vụ sát hại Brian Thompson
Brian Thompson, tổng giám đốc điều hành 50 tuổi của công ty bảo hiểm y tế Hoa Kỳ UnitedHealthcare, đã bị bắn tử vong tại Midtown Manhattan, Thành phố New York vào ngày 4 tháng 12 năm 2024. Vụ xả súng xảy ra vào sáng sớm, bên ngoài lối vào New York Hilton Midtown. Khi đó, Thompson đang ở thành phố để tham dự cuộc họp thường niên của các nhà đầu tư cho UnitedHealth Group, công ty mẹ của UnitedHealthcare. Trước khi qua đời, ông đã phải đối mặt với những lời chỉ trích vì công ty của ông từng từ chối một số yêu cầu bồi thường bảo hiểm; đồng thời, gia đình Thompson cũng cho biết ông đã từng nhận được các lời đe dọa giết người trong quá khứ. Các từ "Khước từ" ("Delay"), "Phủ nhận" ("Deny") và "Phế truất" ("Depose") được khắc trên các hộp đạn sử dụng trong vụ xả súng. Nghi phạm, ban đầu được mô tả là một người đàn ông da trắng đeo mặt nạ, đã bỏ trốn khỏi hiện trường. Vào ngày 9 tháng 12 năm 2024, chính quyền đã bắt giữ Luigi Mangione, 26 tuổi, tại Altoona, Pennsylvania. Mangione sau đó bị buộc tội giết Thompson tại một tòa án tại Manhattan.
Chính quyền cho biết Mangione mang theo một khẩu súng lục và một ống giảm thanh, cả hai đều được in 3D, giống với những vật dụng được hung thủ sử dụng trong vụ xả súng, cũng như một lá thư viết tay ngắn được viết theo kiểu tuyên ngôn chỉ trích hệ thống chăm sóc sức khỏe của Hoa Kỳ, một hộ chiếu Hoa Kỳ và nhiều thẻ ID giả mạo, bao gồm cả một thẻ ID mang tên giống với tên sử dụng để làm thủ tục nhận phòng tại một nhà trọ ở Thượng Tây Manhattan. Các nhà chức trách cũng cho biết dấu vân tay của anh ta trùng khớp với những dấu vân tay mà các nhà điều tra tìm thấy gần hiện trường vụ xả súng ở Thành phố New York. Cảnh sát tin rằng hung thủ đã chịu ảnh hưởng từ bài luận Industrial Society and Its Future (1995) của Ted Kaczynski, đồng thời bị thúc đẩy bởi quan điểm cá nhân tiêu cực của anh ta về ngành bảo hiểm y tế tại Mỹ. Cảnh sát cũng tin rằng động cơ của Mangione có liên quan một phần đến chấn thương trước đây, vốn làm bệnh trượt đốt sống mà anh ta mắc phải từ khi còn nhỏ trở nên trầm trọng hơn, mặc dù theo công ty, anh ta không phải là khách hàng của United Healthcare.
Cái chết của Thompson đã nhận được sự chú ý rộng rãi ở Hoa Kỳ và dẫn đến nhiều phản ứng trái chiều. Các quan chức công đã bày tỏ sự thất vọng và gửi lời chia buồn tới gia đình Thompson, đồng thời một số người cũng kêu gọi sự chú ý đến những vấn đề đang tồn đọng của ngành bảo hiểm y tế tại Mỹ. Các cuộc thăm dò ý kiến cho thấy phần lớn người Mỹ có quan điểm tiêu cực đối với kẻ giết người và vụ sát hại Thompson, trong khi những người trẻ có nhiều khả năng ủng hộ kẻ giết người hơn. Trên các phương tiện truyền thông mạng xã hội, nhiều người đã thể hiện phản ứng của họ trước vụ sát hại, bao gồm cả sự khinh thường và chế giễu đối với Thompson và UnitedHealth Group, và sự thông cảm và khen ngợi dành cho Mangione, cũng như sự chỉ trích đối với hệ thống chăm sóc sức khỏe và ngành bảo hiểm y tế của Hoa Kỳ – chủ yếu liên quan đến những hành động từ chối yêu cầu chi trả bảo hiểm. Nhu cầu về dịch vụ bảo vệ và an ninh cho các tổng giám đốc điều hành và giám đốc điều hành các công ty đã tăng vọt sau vụ sát hại.